# Роґузня (Мазовецьке воєводство)
Роґузня (пол. Rogóźnia) — село в Польщі, у гміні Острув-Мазовецька Островського повіту Мазовецького воєводства.
Населення — 278 осіб (2011).
У 1975-1998 роках село належало до Остроленцького воєводства.

## Демографія
Демографічна структура станом на 31 березня 2011 року:
|          | Загалом | Допрацездатний вік | Працездатний вік | Постпрацездатний вік |
| -------- | ------- | ------------------ | ---------------- | -------------------- |
| Чоловіки | 137     | 30                 | 100              | 7                    |
| Жінки    | 141     | 34                 | 74               | 33                   |
| Разом    | 278     | 64                 | 174              | 40                   |